# 스마트링
스마트링(smartring)은 웨어러블 테크놀로지에 모바일 기술을 결합하여 이동 중에도 편리하게 사용할 수 있도록 만든 소형 전자 기기이다. 일반적으로 전통적인 장신구 반지처럼 손가락에 맞도록 설계된 이 장치들은 모바일 결제, 접근 제어, 제스처 제어, 활동 추적과 같은 기능을 제공할 수 있다. 가장 일반적인 기능은 근거리 무선 통신 (NFC)으로, 신용카드나 직원 보안 배지 같은 많은 스마트카드에 내장된 것과 유사한 기능을 제공한다. 따라서 신분 확인 및 결제에 사용될 수 있다.
스마트 링은 스마트폰이나 다른 장치에 연결할 수 있으며, 일부는 클라우드 기반 시스템과 통신하거나 독립적인 작업을 수행하는 등 독립적으로 작동할 수 있다. 전통적인 디스플레이는 없지만, 결제 단말기나 특정 제스처에 대한 근접성과 같은 상황별 신호에 반응한다.

## 사용
스마트 링의 주요 기능은 근거리 무선 통신 장치로 작동하여 신용카드, 열쇠, 자동차 열쇠, 그리고 잠재적으로 ID 카드나 자동차 운전면허와 같은 전통적인 물품을 휴대할 필요를 없애는 것이다. 또한, 이 반지들은 스마트폰에 연결되어 수신 전화, 문자 메시지, 이메일 및 기타 알림을 위한 알림 장치 역할을 할 수 있다. 이들은 또한 제스처 기반 컨트롤러로 작동하여 사용자가 간단한 손동작으로 다양한 작업을 수행할 수 있도록 한다. 더 나아가, 스마트 링은 걸음 수, 이동 거리, 수면 패턴, 심박수, 칼로리 소모량 등 건강 관련 지표를 추적하는 기능을 제공한다.

### 보안
회사 출입, 가정 접근, 자동차, 전자 장치와 같은 보안 접근 제어는 스마트 링의 첫 번째 용도였다. 스마트 링은 사용 편의성을 높이고, 장치 분실 용이성과 같은 물리적 보안 결함을 줄이며, 생체인증 및 키 코드 입력과 같은 다요소 인증 메커니즘을 추가하여 보안 접근 제어의 현황을 변화시킨다.

### 결제 및 티켓팅
스마트 링은 비접촉식 카드, 스마트카드 및 휴대폰과 유사하게 결제 및 지하철 티켓팅을 수행할 수 있다. 거래의 보안은 비접촉식 카드와 같거나 그 이상이다. 비접촉 결제 기능을 탑재한 최초의 스마트 링은 NFC 결제 링으로, 2016년 8월 리우데자네이루에서 열린 2016년 하계 올림픽에서 대량 생산되어 공개되었다.

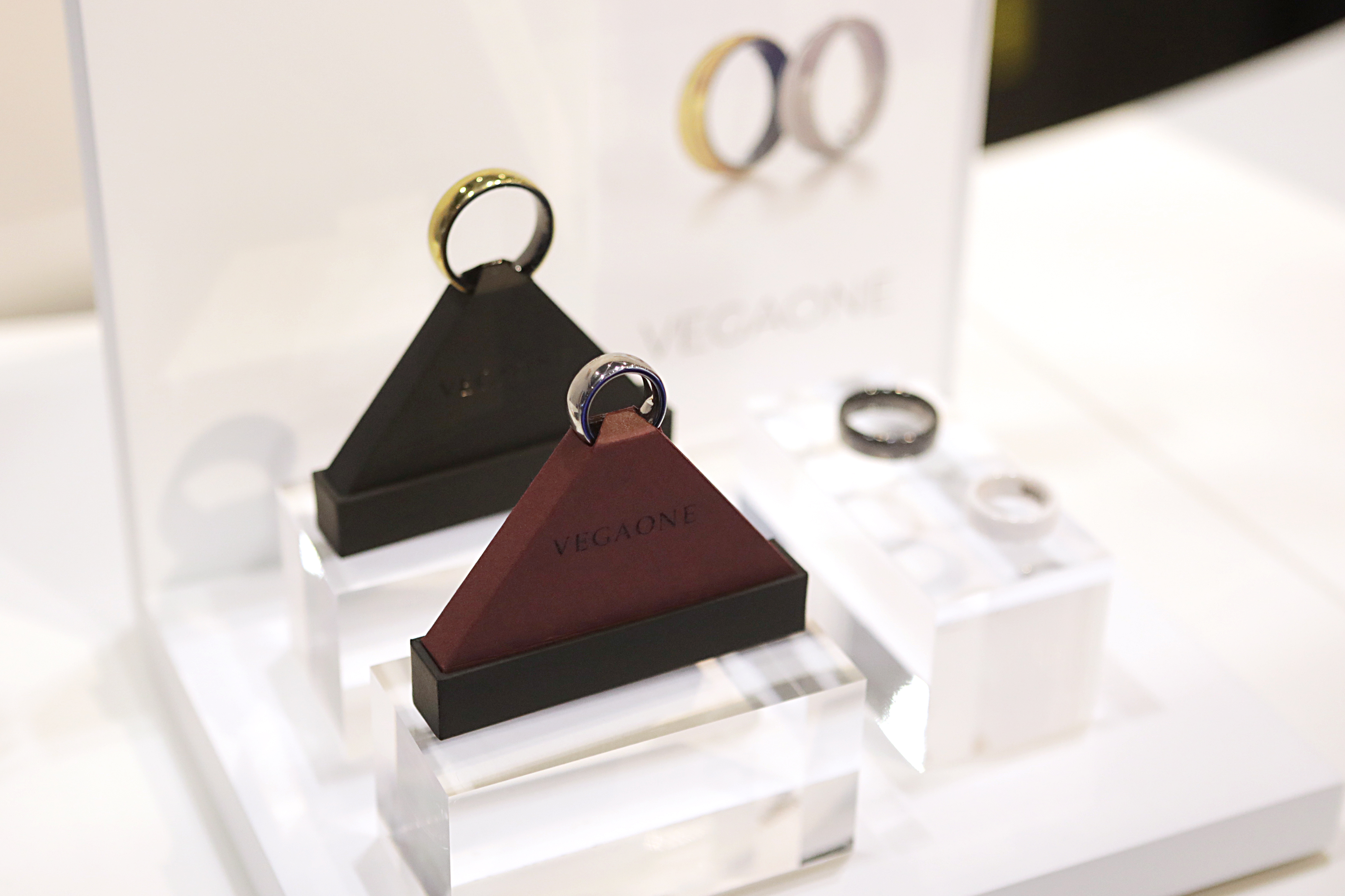
맥리어(McLear)가 제작한 세계 최초의 비접촉식 결제 스마트 링

### 활동
스마트워치와 유사하게, 스마트 링은 내장 센서를 활용하여 활동 및 건강 추적을 제공한다. 예를 들어, 걸음 수 및 심박수 추적, 체온 및 수면 추적(심박수 및 움직임 측정) 및 혈류 측정이 있다. 스마트 링의 폼 팩터는 스마트워치와 동일한 부품을 수용하기에 충분한 공간을 포함한다. 그러나 크기 제약으로 인해 현재 시판되는 스마트 링 제품에는 더 작고 덜 정확한 가속도계와 더 작은 배터리 등 더 작은 부품이 사용되어 스마트워치보다 배터리 수명이 짧다.

### 통신
작은 마이크나 골전도를 사용하여 일부 스마트 링은 호환 가능한 휴대 전화와 페어링될 때 착용자가 전화를 걸 수 있도록 한다. 스마트 링은 또한 진동이나 점등을 통해 착용자에게 수신 전화 및 메시지를 알릴 수 있다.
추가적으로, 일부 스마트 링은 착용자가 두 번째 스마트 링 착용자의 실시간 심박수를 보고 느낄 수 있도록 하며, 심박수는 점등 및 진동을 통해 반지 위에 유사하게 표시된다. 이러한 스마트 링은 두 스마트 링 간의 데이터 전송을 허용하기 위해 활성 데이터 또는 Wi-Fi 연결이 가능한 스마트폰에 연결되어야 한다. 이러한 기능의 아이디어는 정맥 사랑으로 알려진 전제를 발전시키고 고전적인 결혼 또는 약혼 반지의 디지털 대안 역할을 하는 것이다.

### 사회
스마트 링은 사용자에게 사회적 피드백을 제공하며 다른 웨어러블 및 모바일 장치가 허용하지 않는 방식으로 사용자 환경에 참여하는 데 사용될 수 있다. 일부 스마트 링은 사용자가 문자 메시지, 전화 또는 기타 알림을 받을 때 알림(예: 조명 또는 진동)을 제공한다. 이를 통해 사용자는 지속적으로 스마트폰을 확인할 필요 없이 알림을 인식할 수 있다.

## 같이 보기
- 스마트워치
- 착용 컴퓨터
- 근거리 무선 통신